# Михайлин, Никита Никифорович
Ники́та Ники́форович Миха́йлин (1862 — ?) —  крестьянин, депутат Государственной думы II созыва от Тульской губернии.

## Биография

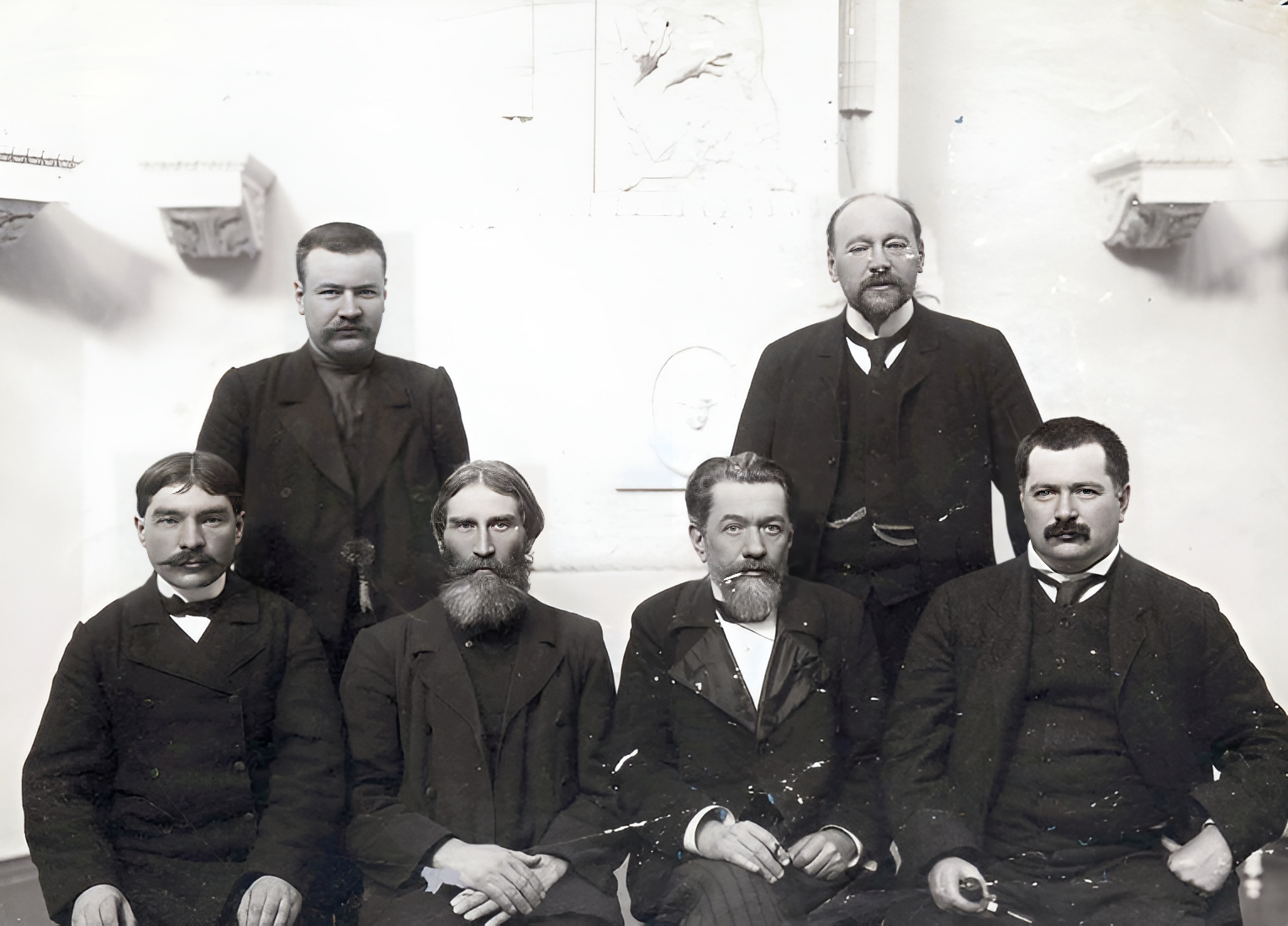
Депутаты Государственной думы II созыва от Тульской губернии. Стоят: Чинков П. Н., Урусов А. П.; сидят: Забелин Ф. Г., Михайлин Н. Н., Воронцов-Вельяминов И. А., Бобринский В. А.

Крестьянин Беломестной слободы Венёвского уезда Тульской губернии. Получил образование в сельской школе. Был сельским старостой. Неоднократно занимал общественные должности. Занимался земледелием на участке в 15 десятин.  На момент выборов в Думу беспартийный.
7 февраля 1907 избран в Государственную думу II созыва от общего состава выборщиков Тульского губернского избирательного собрания. В Думе остался беспартийным. Состоял членом аграрной комиссии Думы.
Дальнейшая судьба и дата смерти неизвестны.

### Рекомендуемые источники
- Российский государственный исторический архив]. Фонд 1278. Опись 1 (2-й созыв). Дело 280; Дело 537. Лист 13, 14.